# ABADÁ-Capoeira
ABADÁ-Capoeira est un groupe de capoeira fondé par Mestre Camisa en 1988 à Rio de Janeiro au Brésil.
Le nom du groupe, dont la première partie ABADÁ est un acronyme, signifie « Associação Brasileira de Apoio e Desenvolvimento da Arte-Capoeira » qui se traduit par « Association brésilienne d'appui et développement de l'art de la Capoeira ». C'est une association à but non lucratif et un des plus grands groupes de capoeira au monde de par le nombre de ses adhérents avec 50 000 pratiquants dispersés dans plus de 40 pays. ABADÁ-Capoeira revendique une identité singulière parmi les autres groupes de capoeira de par son style de capoeira, ses actions en faveur de l'écologie et de la citoyenneté et une philosophie de vie développée à travers l'art de la capoeira.

## Historique
Dès le début des années 1980 dans les rodas de Rio de Janeiro, Mestre Camisa est très connu pour tout son travail en faveur de la capoeira avec notamment la modernisation de mouvements antiques, la création de techniques pour neutraliser son adversaire avec des balayages, des manipulations, l'application de mouvements, de coups et d'effets de levier le tout en vitesse et efficacité. Avec sa technique, il revendiquait s’opposer à un plus grand adversaire dans des conditions identiques.
En 1988, peu après avoir quitté le groupe Senzala dont il était un des Mestres, il fonde ABADÁ-Capoeira à Rio de Janeiro où il vit. Le groupe de capoeira a été créé pour synthétiser sa vision personnelle de la capoeira et incorporer les innovations qu'il a apportées tout en respectant les traditions chères à Mestre Pastinha et la volonté d'évolution dans la continuité de Mestre Bimba.
À mesure que son travail grandissait, certains de ses élèves les plus gradés ont commencé eux-mêmes à s'expatrier pour développer le travail de l'association à l'étranger pour aujourd'hui être implantés dans plus de 40 pays.
Mestre Camisa se sert de son travail pour promouvoir à travers la capoeira d'autres valeurs qui lui sont chères comme l'écologie et la valorisation de la citoyenneté, c'est ainsi que vit le jour le CEMB, « Centro Educacional Mestre Bimba », une structure qui sert à organiser divers évènements en cette faveur.
Mestre Camisa pour son parcours et le travail développé à travers ABADÁ-Capoeira, a reçu le titre de Doctor Honoris Causa, délivré le 28 mai 2010 par le conseil universitaire d'Uberlândia (État du Minas Gerais). Il est indiqué comme « une personnalité éminente qui a contribué de manière significative au développement de la culture afro-brésilienne et détient des connaissances précieuses sur la capoeira, patrimoine immatériel brésilien et se distingue par son implication culturelle, sociale et éducationnelle au Brésil et à l'extérieur. »
Il est à noter que le frère de Mestre Camisa, Edvaldo Carneiro e Silva dit Mestre Camisa Roxa ancien élève de Mestre Bimba, possède le titre honorifique de Grand Maitre d'ABADÁ-Capoeira.

## Le groupe ABADÁ-Capoeira
ABADÁ-Capoeira est une association à but non lucratif, qui a pour objectif aujourd'hui la diffusion de la culture brésilienne à travers la capoeira. ABADÁ-Capoeira est parmi les plus grandes associations diffusant la culture nationale, autant au Brésil qu’à l’étranger, en réalisant des cours, des séminaires, des conférences et des projets qu'ils aient pour sujet la capoeira, le Brésil, l'écologie ou la promotion de la revendication chez chaque être humain de sa citoyenneté. 
Les activités d’ABADÁ-Capoeira sont fondées sur :
- Quelques enseignements de Mestre Bimba, c’est-à-dire la Capoeira Regional, et de quelques-uns de Mestre Pastinha, la Capoeira Angola. Les membres d'ABADÁ-Capoeira pratiquent aussi bien la Regional que le jeu d'Angola, le jeu de Benguela, le jeu d'Iúna ou le jeu d'Amazonas.
- La préservation de la tradition, des origines, de l’évolution technique avec une attention particulière dans la fabrication des instruments et des uniformes, le perfectionnement technique, le respect mutuel dans le travail de base d’apprentissage, dans le déséquilibre, la rapidité mentale et physique, la neutralisation des attaques par les esquives, la rapidité et l’efficacité, ce sont les principaux composants du groupe ABADÁ-Capoeira.

ABADÁ-Capoeira a pour philosophie le développement du travail à différents niveaux (pédagogiques, artistiques et culturels) avec l’objectif, entre autres, la professionnalisation du capoeiriste et la mise en valeur du maître de Capoeira comme un vecteur transmettant des cultures et des expériences de la vie.

## Structure

### Grão Mestre, Mestres et Mestrandos d'ABADÁ-Capoeira
- † Grão Mestre Camisa Roxa (Edvaldo Carneiro e Silva) †
- Grão Mestre Camisa (José Tadeu Carneiro Cardoso)

-
- Mestre Cobra (Antônio Marcelo Trindade)
- Mestre Morcego (Rogério Francisco da Silva)
- Mestra Edna (Edna Lima)
- Mestra Márcia Cigarra (Márcia Treidler)
- Mestre Canguru (Waldec Velasco Cota)
- Mestre Pernilongo (Sidney Maurício Tempesta)
- Mestre Apache (Willians da Silva Marques)
- Mestre Paulinho Velho (Paulo César Valadares)
- Mestre Periquito Verde (Jorge Luiz de Freitas)

-
- Mestrando Montanha (Alexandre Tarso)
- Mestrando Tigre (Francisco Alves Filho)
- Mestrando Bode (Cassius Vinicius Caetano Guimarães)
- Mestrando Rato (Claudinei Piai)
- Mestrando Mobília (Anderson Freire)
- Mestrando Sorridente (Carlos Henrique Dias da Silva)
- Mestrando Dody (Josiel Pereira)
- Mestrando Taturana (Renato Souza)
- Mestrando Arisco (Robson Francisco Leite)
- Mestrando Brucutu (Renato Barcelos)
- Mestrando Pretinho (Luiz Carlos Rocha)
- Mestrando Cascão (Fernando Monteiro)
- Mestrando Arpoador (Michelle do Nascimento)
- Mestrando Carnaúba (Francisco dos Santos)
- Mestrando Cavalo (Luis Eugênio Castanho)
- Mestrando Coala (Wladmir Vellasco)
- Mestrando Diguinho (Manoel Rodrigues Barros)
- Mestrando Estácio (Estácio Silva)
- Mestrando Goma (Ezequiel Alves dos Reis)
- Mestrando Jockey (Weber Lopes)
- Mestranda Juma (Luciene dos Santos Candido)
- Mestrando Morceguinho (Cristiano Silva)
- Mestrando Parafuso (Anderson da Silva)
- Mestrando Pretão (Lucio Oliveira)
- Mestrando Teco (Rogerio Araujo de Barros)
- Mestrando Barriga
- Mestrando Cafuzo
- Mestrando Camaleão
- Mestrando Canário
- Mestrando Cocá
- Mestrando Davisão
- Mestranda Gigi
- Mestrando Madeira
- Mestrando Papagaio
- Mestrando Sapão
- Mestrando Taquinha
- Mestrando Douglão
- Mestrando Farinha
- Mestrando Jiboia
- Mestrando Job
- Mestrando Kikiu
- Mestrando Leão
- Mestranda Moema
- Mestrando Pantera
- Mestrando Sombrão
- Mestranda Yara